# Одюбон авеню
Одюбон авеню (англ. Audubon Avenue) — проспект у нейборгуді Вашингтон-Гайтс у Верхньому Мангеттені, який проходить з півночі на південь, на захід від Амстердам-авеню та паралельно до нього. Його південний кінець знаходиться на заході 165-й вулиці та авеню Святого Миколая, а північний — на Форт-Джордж-авеню, на північ від заходу 193-ї вулиці. Перетинає Трансманхеттенську швидкісну автостраду (I-95) на схід від східного порталу тунелю швидкісної магістралі.

## Історія
Одюбон авеню названа на честь натураліста Джона Джеймса Одюбона, який володів фермою в цьому районі. Парк розваг Форт-Джордж, який зараз є зоною відпочинку в парку Хайбрідж, був розташований на північному кінці Одубон-авеню з 1895 по 1914 рік.